# RBD
RBD fue un grupo pop mexicano, formado originalmente por los cantantes Anahí, Dulce María, Maite Perroni, Alfonso Herrera, Christopher Uckermann y Christian Chávez, originario de la Ciudad de México. Fue creado por Pedro Damián, dentro de la telenovela Rebelde. Se formó el 4 de octubre de 2004 hasta su separación, y su último concierto fue en Madrid, España el 21 de diciembre de 2008. En 2023, la banda estuvo en la gira de reencuentro Soy Rebelde Tour por los Estados Unidos, Colombia, Brasil, y México, sin la participación de Alfonso Herrera.
RBD consiguió múltiples discos de platino y oro, realizó giras por Latinoamérica, los Estados Unidos y 4 países de Europa, visitó 23 países y cantó en 116 ciudades incluyendo conciertos en escenarios de importancia mundial como el Estadio de Maracaná de Río de Janeiro, Brasil, El estadio Coliseo de Los Ángeles, California, el Madison Square Garden de Nueva York, Estados Unidos, y el Vicente Calderón en Madrid, España, lo que los convirtió en uno de los grupos de pop más destacados en la historia de la música hispana y así también en uno de los acontecimientos musicales más importantes de su país, vendió 15 millones de discos y en los Estados Unidos únicamente, el grupo vendió más dos millones de discos. De acuerdo con Billboard, RBD vendió más de 1.5 millones de boletos recaudando más de $72.5 millones de dólares en sus giras.
Han recibido numerosas nominaciones y galardones en premiaciones tales como Grammy Latinos, Premios Juventud, Billboard Latin Music Awards, Premios Lo Nuestro y más.

## Biografía

### 2004-2005: inicios,RebeldeyNuestro amor
La banda fue creada por el productor Pedro Damián, siendo formada dentro de la telenovela Rebelde, la cual es una adaptación de la exitosa telenovela argentina Rebelde Way.

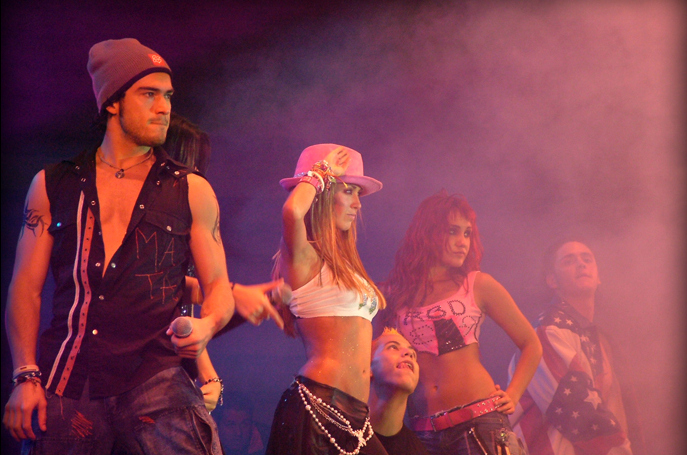
RBD durante su concierto en la ciudad de Tijuana, 2005.

El 30 de noviembre del 2004, lanzan su álbum debut titulado "Rebelde", distribuyéndose sólo en México 25 000 ejemplares, cantidad que se vio superada de inmediato. "Rebelde" obtuvo reconocimiento como disco de diamante en México por vender más de medio millón de ejemplares, más tarde el disco fue certificado diamante y oro por sus altas y continuadas ventas. Los sencillos del álbum fueron "Rebelde", "Sólo quédate en silencio" y "Sálvame".
El álbum se posicionó en el puesto #95 del Billboard 200, en el #1 del Billboard Latin Pop Albums y en el #2 del Billboard Latin Albums. El 13 de mayo del 2005 dan comienzo a su primera gira nacional titulada "Tour Generación RBD" en Toluca, México, y terminó el 18 de diciembre del 2005 en Lima, Perú. Generando 80 fechas agotadas en México, visitaron Monterrey tres veces logrando reunir a más de 150 000 aficionados. La gira fue certificado por OCESA como la cuarta gira más rápidamente vendida en México, detrás de "Sing to the Deadly Mouse Trap Tour 2004" (The Cure), "Dream Within a Dream Tour" (2002) Britney Spears y de los Backstreet Boys "Black & Blue Tour" (2001). El primer concierto internacional de la banda tuvo lugar en Colombia con mucho éxito, se presentaron por primera vez en Medellín ante una multitud de 30 000 personas, más tarde en Cali, ante más de 50 000 siendo el concierto con más alta asistencia del grupo en Colombia y más tarde en Bogotá. En 19 de julio del 2005, lanzan su primer álbum en vivo titulado "Tour Generación RBD en vivo", grabado en el Palacio de los Deportes, México. 
El 22 de septiembre del 2005, lanzan su segundo álbum de estudio, "Nuestro amor "que sorprendió rompiendo los récords de ventas al conseguir triple disco de platino en sólo siete horas. El álbum fue certificado disco de platino en Estados Unidos por su más de 100 mil copias vendidas. Recibieron una nominación a los Grammy Latinos 2006 como Mejor Álbum Vocal Pop, Dúo o Grupo, además de llevarse galardones de tres de las cuatro nominaciones en los Billboard Latin Music Awards.
En noviembre de 2005 lanzan Rebelde (Edição Brasil) en portugués.

### 2006-2007:CelestialyRBD: la familia
En marzo de 2006, dan comienzo a la segunda parte de la gira internacional Tour Generación RBD, iniciándose en Estados Unidos, en el Los Angeles Memorial Coliseum con una multitud de más de 68 000 aficionados. En el 2006 fueron vendidas 694 655 entradas, de acuerdo con "North American Shows worth" un valor total de $23 600 000, alcanzando a vender mundialmente 749 485 entradas, llegando a ocupar el puesto #35 en los conciertos más vendidos mundialmente del año 2006. En mayo de 2006, Billboard Box Score reportó que el tour realizado en marzo de ese año en los Estados Unidos vendió entradas por $13 millones de dólares. Finalmente, en diciembre del 2006, se reportó que de noviembre del 2005 al 14 de noviembre del 2006 con un total de 51 shows en Norteamérica, las ventas fueron de $30 900 000 con una asistencia de 637 mil personas, información reunida por Billboard Box Score.
Ese mismo año lanzan su segundo álbum en vivo titulado "Live in Hollywood". Llenaron desde el Madison Square Garden de Nueva York hasta el American Airlines Arena de Miami, regresando después al Coliseo para encabezar un festival de radio. RBD hizo un tour a través Brasil titulado "RBD Tour Brasil". RBD regresó a Río de Janeiro en octubre para ser el primer artista de habla hispana en dar un concierto como artista principal en la historia del Estadio Maracaná, el más grande del mundo, ante 50 000 aficionados. En este concierto, fue grabado el DVD "Live in Río". En plena promoción de su 2 álbum, lanzaron su segundo álbum en portugués titulado Nosso Amor Rebelde, siendo uno de los veinte discos más vendidos en Brasil.

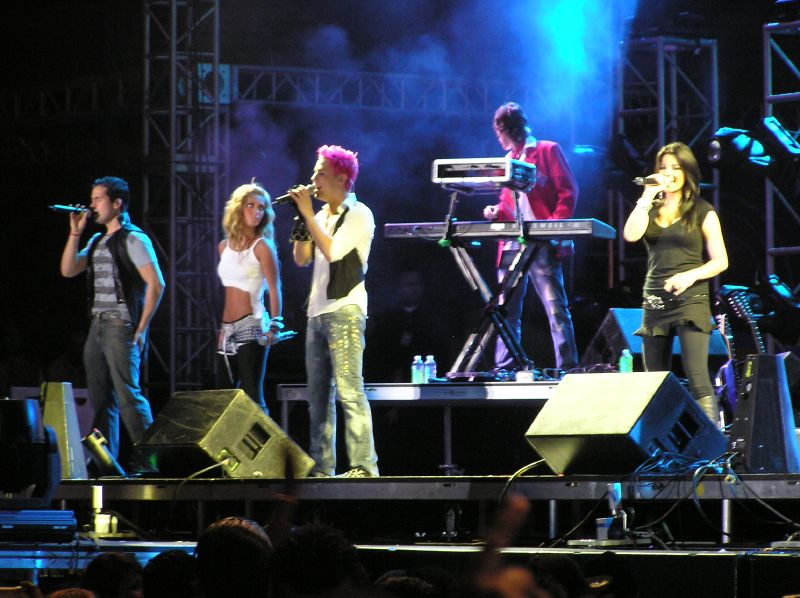
RBD en Los Ángeles en 2006.

En un evento de firma de autógrafos de la banda mexicana RBD, en Brasil del año 2006, la emoción se convirtió en tragedia cuando 3 personas murieron y 34 resultaron heridas. Según informes, aproximadamente 15 mil seguidores del grupo se congregaron en el Centro Comercial Mart en São Paulo. La aglomeración y falta de control resultaron en un peligroso amontonamiento. Las autoridades no estaban preparadas para manejar una multitud de tal magnitud, lo que provocó que la situación se saliera de control. RBD canceló el resto de sus actividades promocionales en el país. El trágico episodio dejó una mancha en la historia del grupo y suscitó un debate sobre la necesidad de protocolos de seguridad más estrictos en eventos públicos.
El 18 de septiembre de 2006, RBD lanzó el primer sencillo "Ser o parecer", de Armando Ávila, de su tercer álbum, Celestial lanzado en noviembre del 2006 y grabado en estudios de Los Ángeles y México, una vez más bajo la producción de Carlos Lara y Armando Ávila. Dos años habían sido suficientes para que RBD se convirtiera en el mayor fenómeno pop de la historia de México. Un millón de copias vendidas a nivel mundial y un tour de más de 70 conciertos con todas las entradas vendidas avalan el incansable trabajo que el sexteto ha realizado por México, Estados Unidos, Centroamérica, Perú, Colombia, Venezuela, Ecuador, Brasil, Chile y España.
En el 2007 son invitados por el presidente brasileño Luiz Inácio Lula da Silva a visitar su casa. RBD aprovechó su gira sudamericana por Brasil para filmar, bajo la dirección de Esteban Madrazo, el videoclip de "Ser o parecer" en las calles de São Paulo. El 25 de diciembre del 2006 se presentaron en el Christmas Day Parade, grabado en Walt Disney World en Orlando, compartiendo escenario con figuras de la talla de Beyoncé. En el 2006, la agrupación participó en el programa de MTV, Rock Dinner, que trata de relacionar más de cerca a los aficionados con sus artistas favoritos, el grupo compartió una noche con una joven mexicana.
Paralelamente, en el 2006 se comenzó a grabar RBD: La familia, una serie mexicana, que narra el día a día del grupo juvenil. Producida por Pedro Damián para Televisa en formato cine. El primero capítulo se emitió el 14 de marzo del 2007 y el último el 13 de junio del 2007. Según el portal IMDb, "RBD: La familia" fue la primera serie exhibida en Alta definición (HD) en México. El 14 de diciembre del 2007 sale a la venta el DVD en España y México, y el 22 del julio del 2008 sale a la venta en los Estados Unidos.
El 22 de junio del 2007, como resultado de las exitosas presentaciones en España fue un concierto único en el estadio Vicente Calderón de Madrid ante más de 40 000 personas como parte de la gira "Celestial World Tour 2007", en el que se grabó RBD "Hecho en España" con un impactante material que mostraba aspectos de la gira y el tremendo gancho del grupo sobre el escenario.
En agosto de 2007, RBD lanza junto a Wallmart una línea exclusiva del grupo que incluía ropa, accesorios, relojes, artículos de cuidado personal y otros, entre un total de 400 productos.
El 20 de abril de 2007, dan comienzo a su tercer gira musical titulada "Celestial Tour", donde se presentaron en los Estados Unidos y Europa, Centroamérica y América del Sur, la banda continuó acrecentando su trayectoria de éxitos a nivel internacional; sus visitas a Rumania y España durante 2007 sorprendieron al mundo del espectáculo latinoamericano y les dio la oportunidad de ganarse al mercado español, uno de los más competidos del mundo, permitiendo a la banda lanzar el disco "Celestial Fan Edition" (CD + DVD) que incluía el tema "The family" homónimo de la serie que protagonizaron, un DVD con la sesión de ensayo de cinco de sus temas, tres remezclas y un disco extra con la versión karaoke de sus grandes éxitos.
RBD debutó con su único álbum en inglés titulado "Rebels", a dos semanas de haber lanzado "Celestial", siendo puesto a la venta el 19 de diciembre de 2006. El primer y único sencillo del disco se tituló "Tu amor", debutando en la radio Kiss FM de Los Ángeles, La canción fue escrita por Diane Warren, y es interpretada solo por Christian Chávez, el resto de la agrupación realizó los coros del tema. La versión original es del grupo americano NO MERCY y fue lanzada en el año 1999 y que viene incluida en su segundo álbum "More". Más tarde el disco salió en México, Brasil y España, sin embargo existieron dos sencillos promocionales "Money Money" (Solo para España) y "Wanna Play" pero no fueron contados como sencillos principales, ya que solo salió para Estados Unidos.
El 28 de mayo del 2007, el grupo es invitado por el empresario Donald Trump para presentarse en el mayor certamen de belleza, Miss Universo. El evento se realizó en el Auditorio Nacional de la Ciudad de México, México, donde el grupo realizó un medley con las canciones "Wanna play", "Cariño mío" y "Money, Money".

### 2007-2009:Empezar desde cero,Best of RBD,Para olvidarte de mí
El 20 de noviembre del 2007, RBD publicó su quinto álbum de estudio "Empezar desde cero" y lanza su primer sencillo, "Inalcanzable". El álbum fue nominado en los Grammy Latinos como "mejor álbum vocal pop dúo o grupo". El CD obtuvo gran éxito internacionalmente, en México y Brasil se les otorgó disco de oro a una semana de estar a la venta. En España el CD se agota el mismo día que sale a la venta, consiguiendo disco de oro en su primer mes, en Estados Unidos consigue el #1 del Billboard Top Latin Albums y que aumentó el currículo de conciertos en Estados Unidos, Brasil, España, Centroamérica, Rumania, Colombia, Venezuela, Argentina y engrosó la cosecha de discos de diamante, triple platino, doble platino y oro que ha conseguido RBD a nivel mundial.
En febrero de 2008 se presentan en las festividades previas al Super Bowl XLII interpretando sus mejores temas. En su carrera, RBD ha roto récords a nivel internacional y sus álbumes han conseguido ser discos de oro y platino en España, en ese mismo mes dan comienzo a su cuarta gira mundial "Empezar desde cero Tour" en Hidalgo, Texas, en el Dodge Arena. Debido a que a finales de 2007, su "Celestial Tour "en los Estados Unidos fue reprogramado hasta febrero de 2008, pasó a formar parte de su nueva gira. La Nueva Banda Timbiriche fue su acto de apertura en los Estados Unidos. La gira se lleva a cabo también en México, Chile, Argentina, Paraguay, Brasil, España, Eslovenia, Serbia, República Dominicana, Rumanía y muchos otros países de América del Sur, y Europa. RBD se presentó en Brasil ante más de 500 000 personas, rompiendo el récord de los Rolling Stones. En septiembre, se realizó una serie de conciertos en Eslovenia, las entradas del primer concierto se agotaron en sólo 30 minutos rompiendo récords. Poll Star dio a conocer los 100 mejores conciertos vendidos en el año a mediados de 2008, RBD llegó #49 con 166 839 entradas vendidas desde enero del 2008 hasta junio del mismo año. Las ventas del tercer trimestre de Poll Star clasificó a RBD en el #48 del top 100 con 301 015 entradas vendidas desde enero hasta septiembre del 2008. Las ventas finales de Pollstar desde enero del 2008 hasta diciembre del 2008 demostraron que RBD tuvo un total de 367 346 entradas vendidas para el 2008. RBD logró 4 400 000 dólares en ventas de entradas según North American dates.
En junio de 2008 publican Empezar desde cero - Fan edition (CD + DVD), incluye nuevas canciones como "Tal Vez Mañana", "Te Daría Todo" y la colaboración con el grupo chileno Kudai y de la actriz mexicana Eiza González titulada "Estar Bien" el disco cuenta con participaciones más presentes Dulce María como coautora en varios temas, también incluye varios temas en versión karaoke, dos videos y dos detrás de cámaras, elementos que convierten a esta edición en una disco de colección. A la par lanzan su tercer sencillo "Y no puedo olvidarte".
El 25 de noviembre del 2008, RBD lanzó "Best of RBD", con un CD/DVD de sus sencillos y un DVD con videos musicales, como parte de su adiós. 
Para agosto del 2008 la banda RBD anunció su separación explicando que era tiempo de que los integrantes crezcan por separado, y concluyeron con su última gira mundial en España el 21 de diciembre del 2008 en el Palacio de los Deportes de la comunidad de Madrid.
El 10 de marzo de 2009 publican su sexto y último disco en estudio titulado "Para Olvidarte de Mí", de dicho álbum solo se publicó un sencillo promocional el cual le da el nombre al disco.
En junio del 2009 RBD pone a la venta el DVD "RBD Live in Brasilia" de su gira "Empezar desde cero Tour", ante más de medio millón de espectadores. Por último en el 2009 se pone a la venta el DVD "Tour del Adiós",siendo así el último DVD del grupo.

### 2020:Ser o Parecer: The Global Virtual Union
Durante el mes de enero de 2020 a través de las redes sociales de Tlnovelas y Las Estrellas y el canal oficial de YouTube de la banda fueron lanzados algunos adelantos del documental que será lanzado por Televisa el 22 de febrero del 2020, se titulará "El cielo y el infierno". Además, se anunció que la telenovela "Rebelde" sería retransmitida por el canal Tlnovelas el 24 de febrero del 2020.
En agosto de ese año, se anunció el regreso oficial de la música del grupo en todas las plataformas digitales bajo su nueva disquera Universal Music Group, y la venta física de sus álbumes a partir del 4 de septiembre del mismo año.
El 3 de septiembre del 2020, se anunció la llegada de un concierto virtual que contó con la participación de Anahí, Maite, Christian y Christopher, quienes rindieron tributo a la banda, Dulce María no pudo estar presente ya que estaba embarazada. El concierto se llevó a cabo el día 26 de diciembre de ese año, con un equipo de 40 colaboradores además de los músicos que acompañaron al grupo durante sus giras mundiales. La venta de las entradas, rompió récord en sus primeras 48 horas. Se reportó que el mismo vendió más de 300 mil boletos recaudando más de $11 millones de dólares, con el precio de las entradas oscilando entre los $25 y $35 dólares.
El 17 de noviembre de 2020 se lanzó el sencillo "Siempre he estado aquí" que ha sido promocionado por Maite Perroni a través de la plataforma de TikTok.
El 4 de marzo de 2021 lanzaron a la venta la versión en vivo de "Sálvame" grabada durante el "Ser o Parecer virtual concert" 2020.
En 2021, el concierto "Ser o parecer Virtual Concert 2020" fue nominado en la categoría concierto virtual favorito en los Premios Latin American Music colocándose como ganadores el 15 de abril del 2021. El 13 de julio del 2021, ganó el premio en la categoría bomba viral en los MTV Millennial Awards con su reencuentro, celebrado el 26 de diciembre del 2020.

### 2023: Soy Rebelde Tour

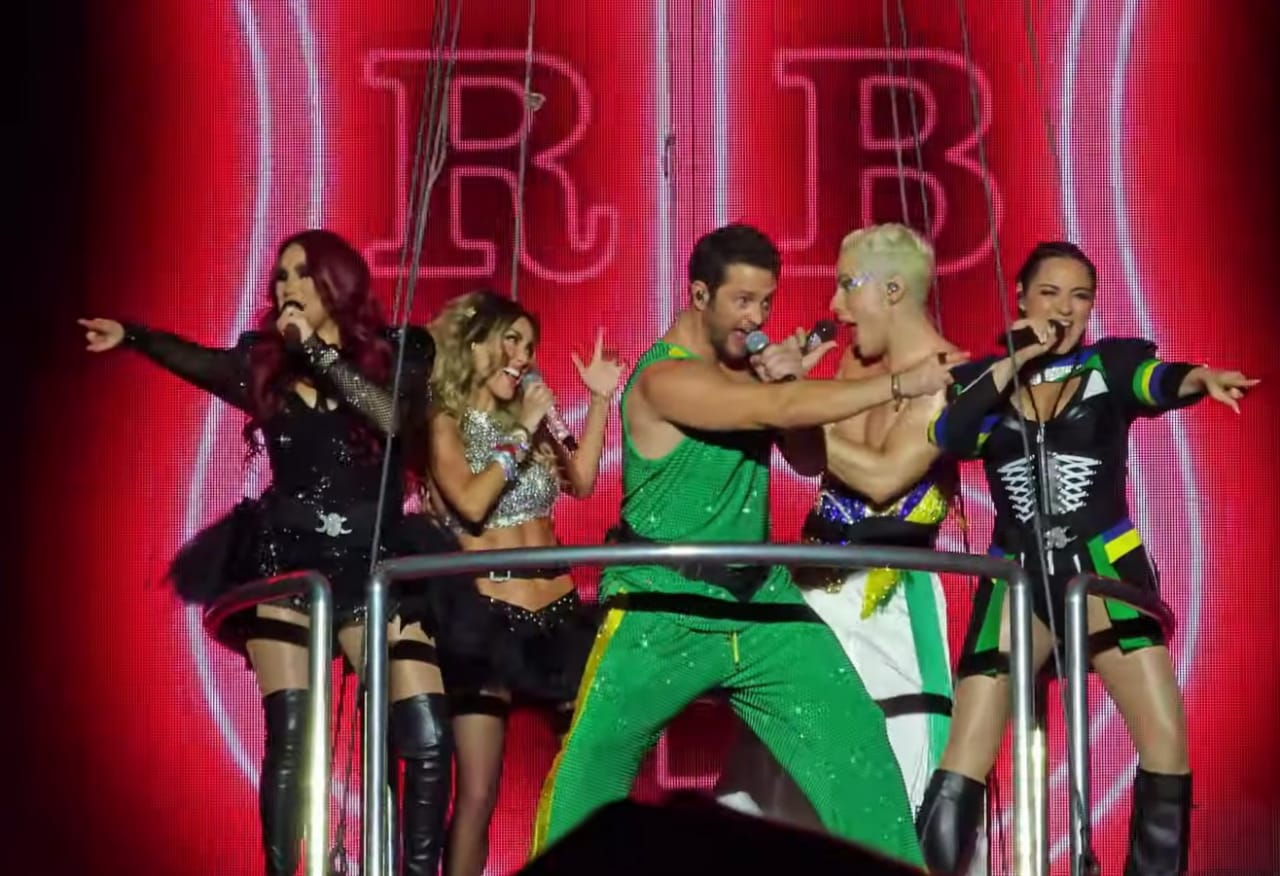
RBD durante el Soy Rebelde Tour en Río de Janeiro, Brasil.

En diciembre del 2022, la agrupación anunció su regreso a los escenarios; apuntando al 19 de enero de 2023 como inicio oficial del reencuentro.
Alfonso Herrera no participó en este reencuentro. Finalmente el 19 de enero anuncian el Soy Rebelde Tour que llegará a 27 ciudades de México, Brasil, Colombia y Estados Unidos.; Rompieron récord en la venta de las boletos en todos sus conciertos con 800.000 entradas vendidas en 24 horas.
El 31 de enero de 2023 ganan el premio "Impacto legendario" en los TikTok Awards. El 23 de febrero del 2023 se lanza una nueva versión de "Siempre he estado aquí", esta vez incluye la participación de Dulce María, haciendo que la canción sea interpretada por los miembros de la banda que harán parte del Soy Rebelde Tour. [cita requerida] El 17 de agosto de 2023 se lanzó el sencillo "Cerquita de ti".
La Soy Rebelde Tour comenzó el 25 de agosto de 2023 en El Paso, Estados Unidos y finalizó el 21 de diciembre del mismo año en el Estadio Azteca de la Ciudad de México.
En octubre de 2024, Maite Perroni, Christopher Uckermann y Christian Chávez anunciaron que recuperaron varios millones de dólares tras haber demandado a su exmanager.

## LibroInédito
En mayo de 2012 se anunció el lanzamiento del libro fotográfico Inédito de la fotógrafa Yvonne Venegas, hermana de la cantante Julieta Venegas. En 2006, Yvonne es invitada por Mauricio Mallén, director artístico de Fundación Televisa, para participar del proyecto en el cual convivió con la agrupación durante siete meses, durante la grabación del final de "Rebelde" y sus giras por Estados Unidos.
Durante una entrevista Yvonne habló del proyecto y explicó «Siempre me ha interesado el detrás de cámaras, todo lo que sucede cuando la cámara oficial se apaga. Literal, en el instante en el que se apagaba la cámara, yo tomaba fotos; cuando los actores estaban esperando, descansando o toda esta vida paralela que se lleva a cabo en lo que uno ve en la televisión, que es algo con menos glamour de lo que todos se imaginan. Hay gente cansada, aburrida y cosas que rompen esa imagen que tenemos de una construcción perfecta y maquillada como las que hace Televisa, que detrás de esto hay personas reales. A mí siempre me gustó acercarme a estas situaciones con mi cámara, incluyendo las cámaras oficiales como parte de mi encuadre. El 28 de agosto del 2012 se coloca en preventa el libro en la página de la Editorial RM.
El 21 de septiembre del 2012 se realizó la primera exposición del libro en el Museo de Arte Carrillo Gil, y duró hasta el 13 de enero del 2013, en ese mismo mes el libro es puesto a la venta mundialmente bajo la Editorial RM. En febrero del 2013 se empiezan a realizar exposiciones del libro en diferentes ciudades de México, tales como Tijuana y Monterrey.

## Otras actividades

### Actividades humanitarias
En 2005 engalanan, junto al resto del elenco de la telenovela Rebelde, el "Fashion Show", organizado por The American Society of México, para recaudar fondos destinados a las Olimpiadas Especiales México para niños y adultos con discapacidad intelectual.
Fundación Sálvame
En febrero del 2006, ocurrió un accidente en Brasil en el cual tres personas perdieron la vida y decenas resultaron heridas, cuando una valla de seguridad se desplomó durante una firma de autógrafos, y en la cual por lo menos 10 000 admiradores del grupo se congregaron a las puertas de un centro comercial en Sao Paulo.
El grupo emitió un comunicado de prensa donde expresaron sus condolencias y enviaron sus oraciones a las familias de las víctimas. Luego de este suceso RBD lanzó la "Fundación Sálvame" para ayudar a los niños de la calle. Comenzó sus operaciones el 1 de mayo del 2006, con el objetivo de ayudar a los niños de la calle, y entre las primeras actividades programadas fue un concierto gratuito en Brasil.
La fundación ayudó en México, Brasil y España. En diciembre del 2007 entregaron juguetes a los niños del Hospital Simón Bolívar durante su visita en Colombia. En abril del 2008, graban el tema "Estar bien" junto a Kudai y Eiza González para la campaña "Elige estar bien contigo" que busca salvar a los jóvenes de enfermedades como la obesidad, la anorexia y la bulimia.

### Conducción yreality show
En 2005 conducen el "Top Ten" de Telehit presentando los videos de la lista. En septiembre de 2007, el grupo participó en el programa estilo reality show Tourismo MTV que mostró la vida de la agrupación durante su gira Celestial en Nuevo México.
En 2007, la agrupación conduce el programa Boombox en estudio respondiendo preguntas de sus fanáticos, interpretando sus temas y presentando los programas del canal.
En 2008, RBD fue el encargado de la conducción de los Premios Juventud, que estuvo dedicado al medio ambiente. La agrupación fue la encargada además del opening del evento, interpretando por primera vez su nuevo sencillo "Y no puedo olvidarte". En el 2008 participan del reality show Quiero mis quinces de MTV Tr3s titulado Marathon with RBD, donde además de conducirlo contaron anécdotas de sus experiencias.

## Discografía
- Rebelde (2004)
- Nuestro amor (2005)
- Celestial (2006)
- Rebels (2006)
- Empezar desde cero (2007)
- Para olvidarte de mí (2009)

## Giras
- Tour Generación RBD (2005–07)
- Celestial Tour (2007)
- Empezar desde cero Tour (2008)
- Tour del Adiós (2008)
- Soy Rebelde Tour (2023)

## Premios y nominaciones
Tras sus más importantes nominaciones como "mejor álbum vocal pop dúo o grupo" con sus álbumes "Nuestro amor "y "Empezar desde cero" en la 7.º y 9.º entrega de los Premios Grammy Latinos, RBD recibió numerosas nominaciones y títulos, incluyendo los Billboard Latin Music Awards o los Premios Juventud. En efecto, el grupo ha sido distinguido con un total de 89 premios y propuesto para otros 103, entre los cuales se encuentran galardones como "voz del momento", "mejor banda internacional" y "grupo latino del año".
Igualmente, su álbum "Rebelde" ganó el Premios Juventud, el Billboard Latin Music Awards, el Premios Lo Nuestro, y el Premios Oye! al mejor álbum. En el 2006, ganan el Premio TVyNovelas al mejor tema musical con su canción "Rebelde".
En el 2007 reciben el Premio francés Les Etolies Cherie FM a "chanson internationale de l'anee" ("canción internacional del año) con el sencillo "Tu amor".
Asimismo, el grupo ha sido nominado 41 veces a en los Premios Juventud, de las cuales ha ganado 24 premios. También la banda se consagró como el grupo ganador del "latin tour of the year" en los Billboard Latin Music Awards, y han recibido el premio al "artista internacional más vendido" en los Premios Amigo.
Por otro lado, Anahí, Dulce María y Maite Perroni se les incluyó en la categoría de "mujer más sexy" de la revista brasileña VIP, obteniendo el puesto #10, #20 y #59 respectivamente. Además los integrantes del grupo, recibieron nominaciones individuales en categorías como "quiero vestir como ella", "esta buenísimo" y "qué rico que se mueve" en los Premios Juventud.